# Eduard Schuster (Architekt)
Eduard Schuster (* 22. April 1831 in Hannover; † 2. November 1904 ebenda) war ein deutscher Architekt.

## Leben
Eduard Schuster wurde in Herrenhausen als Sohn des Architekten Georg Heinrich Schuster geboren. Nach einem Studium von 1848 bis 1855 bei Ernst Ebeling und Conrad Wilhelm Hase an der Polytechnischen Schule Hannover studierte er 1853–1854 an der Berliner Bauakademie.
Seit 1855 arbeitete er im Dienst des hannoverschen Staates und wurde in Stade und Verden tätig. Ab 1862 führte er Staatsbauten in Hannover aus, darunter das Königliche Zellengefängnis auf dem seinerzeit noch unbebauten Steintorfeld hinter dem Hauptbahnhof. 1877 wurde Schuster zum Intendanturbaurat ernannt, 1891 zum Geheimen Baurat.
Nachdem Eduard Schuster 1892 Vorsitzender des Provinzial-Garten-Vereins wurde, übernahm er seit 1900 die Oberaufsicht über die Herrenhäuser Gartenanlagen. 1905 verfasste er eine Übersicht zur hannoverschen Bautätigkeit während der Zeit des Barocks, die bis heute zu Studien genutzt wird.
Eduard Schusters Grab findet sich auf dem Herrenhäuser Friedhof.

## Bauten in Hannover
Schuster baute vorwiegend im Rundbogenstil. Seine Militärbauten führte er zumeist gemeinsam mit dem Bauinspektor Karl Habbe aus. Zu Schusters Werken zählen:
- 1865–1875: Königliches Zellengefängnis Hannover

- 1875–1879: Königliches Proviantamt, Hans-Böckler-Allee 35 (früher: Misburger Damm 12d)
- 1875–1877: Militärreitinstitut Hannover bei der Königlichen Reithalle (die Kavallerieschule, gemeinsam mit Ferdinand Wallbrecht)
- 1876–1877: Ulanenkaserne, Schneiderberg/Ecke Appelstraße (früher: Schneiderberg 33, später 38 / Ecke Militärstraße)
- 1876–1878: Intendantur des Königlich Preußischen X. Armeekorps
- 1876–1878: Kaserne auf der Kleinen Bult, Seelhorststraße 15 (früher Nr. 25, heute Nr. 52)
- 1880–1881: Königliche Militär-Waschanstalt (Garnison-Waschanstalt), Seelhorststraße 47, 49, 51, 53 (früher Nr. 15a, dann Nr. 37) / Ecken Blücherstraße, Gneisenaustraße, Kaiserallee
- 1883–1885: Königliche Militär-Lehrschmiede, Humboldtstraße 2 (oder 3?)

## Publikationen
- Kunst und Künstler in den Fürstenthümern Calenberg und Lüneburg in der Zeit von 1636 bis 1727. Hahnsche Buchhandlung, Hannover 1905.(Sonderabdruck aus Hannoversche Geschichtsblätter, 7, 1904, S. 321–356)